# فريدريك التاسع ملك الدنمارك
الملك فريدريك التاسع (11 مارس 1899 - 14 يناير 1972)، ملك الدنمارك. تولى العرش بالفترة ما بين 20 أبريل 1947 حتى وفاته في 14 يناير 1972.

## عن حياته
في عام 1906 تولى جده «فريدريك الثامن» الحكم وصعد والده «الأمير كريستيان» إلى ولاية العهد وتقدم بذلك مركزه بوراثه العرش إلى الثاني. وبعد ستة سنوات في عام 1912 توفي الملك «فريدريك الثامن» وصعد والده إلى العرش تحت اسم «كريستيان العاشر»، وصعد هو إلى ولاية العهد. وخلال هذه الفترة عمل نائبًا للملك وذلك بين 1942 و1943 وذلك بسبب تعرض الملك لحادث سقوط من حصان.
وفي 20 أبريل 1947 توفي الملك «كريستيان العاشر»، فاعتلى هو العرش تحت اسم «فريدريك التاسع».

## زواجه وأبنائه
في 24 مايو 1935 تزوج من الأميرة السويدية «أنغريد» ابنه ولي عهد السويد الأمير غوستاف أدولف (الملك غوستاف السادس أدولف بعد ذلك)، وأنجبا:
- مارغريت الثانية ملكة الدنمارك (ولدت في 16 أبريل 1940).
- الأميرة بينديكت (ولدت في 29 أبريل 1944).
- آن ماري ملكة اليونان (ولدت في 30 أغسطس 1946، زوجة قسطنطين الثاني ملك اليونان السابق).

## روابط خارجية
- فريدريك التاسع ملك الدنمارك على موقع IMDb (الإنجليزية)
- فريدريك التاسع ملك الدنمارك على موقع الموسوعة البريطانية (الإنجليزية)
- فريدريك التاسع ملك الدنمارك على موقع مونزينجر (الألمانية)
- فريدريك التاسع ملك الدنمارك على موقع ميوزك برينز (الإنجليزية)
- فريدريك التاسع ملك الدنمارك على موقع إن إن دي بي (الإنجليزية)
- فريدريك التاسع ملك الدنمارك على موقع قاعدة بيانات الفيلم (الإنجليزية)